# Osservatorio Les Engarouines
L'Osservatorio Les Engarouines è un osservatorio astronomico privato situato a Mallemort, comune nel dipartimento francese delle Bocche del Rodano, nella regione Provenza-Alpi-Costa Azzurra, sud est della Francia.
L'osservatorio è registrato presso l'IAU con il numero A14. Gestito dall'astronomo francese Laurent Bernasconi è dotato di strumentazione automatizzata, mediante il quale ha scoperto una decina di asteroidi.